# 권찬수
권찬수(1974년 5월 30일 ~ )는 대한민국의 은퇴한 축구 선수이며 현 지도자이다. 선수 시절 포지션은 골키퍼이다. 현재 인천 유나이티드의 골키퍼 코치를 맡고 있다.

## 축구인 경력

### 선수 경력
단국대학교를 졸업하고 실업 리그의 한일생명에 입단하였다. 1998년 한일생명이 해체된 후 1999 K리그 드래프트에 지원하였고 실업 리그 시절 그를 눈여겨보던 김학범 감독에 의해 천안 일화에 입단하였다. 이후 김해운과 주전 경쟁을 펼치며 5시즌 간 리그 66경기에 출전하였다.
2004년 신생 구단 인천 유나이티드로 이적하였다. 인천에서 많은 경기에 출전하지 못하던 중 2005년 김해운 골키퍼가 부상을 당한 성남 일화로 6개월 간 임대되어 10경기에 출전하였다. 2007 시즌 종료 후 은퇴하였다.
성남 일화에서 골키퍼 코치 생활을 하던 2013 시즌, 팀의 골키퍼들이 전상욱을 남기고 모두 부상으로 이탈하자 선수로 등록하여 리그 경기 대기 명단에 이름을 올리기도 하였다.

### 지도자 경력
2011년 전북 현대의 U-18 팀인 영생고등학교의 골키퍼 코치로 부임하며 지도자 생활을 시작하였다. 2012년엔 고양 대교눈높이 여자 축구단에서 골키퍼 코치 직을 맡았고 2013년엔 박남열 코치를 따라 성남 FC의 골키퍼 코치로 부임하였다.
2014년 대구 FC를 거쳐 2015년 윤정환 감독이 이끄는 울산 현대의 골키퍼 코치로 부임하였고, 2017 시즌을 앞두고 인천 유나이티드의 골키퍼 코치로 부임하였다. 그 후, 2019 시즌을 앞두고 제주 유나이티드의 골키퍼 코치로 부임하였지만 조성환 감독이 시즌 초반 물러나면서 같이 물러났고, 7월 대전 시티즌 GK 코치로 부임하였다.
2023 시즌을 앞두고 천안 시티 FC GK 코치로 부임하였다.